# Toronto School of Communication Theory
O Toronto School é uma escola de pensamento sobre o teoria de comunicação e criticismo literário, os princípios dos quais foram desenvolvidos primariamente por escolares da Universidade de Toronto. É caracterizada pela exploração de literatura da Grécia Antiga e da visão teorética de que sistemas de comunicações criam estados psicológicos e sociais.  A escola originou-se dos trabalhos de Eric A. Havelock e Harold Innis na década de 1930, e cresceu com contribuições de Edmund Snow Carpenter, Northrop Frye e Marshall McLuhan.
Desde 1963, o McLuhan Program in Culture and Technology na Faculdade de Informação da Universidade de Toronto tem administrado a escola. Escolares contemporâneos notáveis associados com o Toronto School incluem Derrick de Kerckhove, Robert K. Logan e Barry Wellman.
A Escola de Toronto enfatiza os meios em si, em vez de focar nos ''efeitos e conteúdos''. Harold Innis defende que o meio não é somente um condutor de mensagens, mas é um milieu, ''forma ou estrutura configuradora do conjunto da cultura de uma determinada sociedade'’.